# زمین‌لرزه ۲۰۰۱ السالوادور

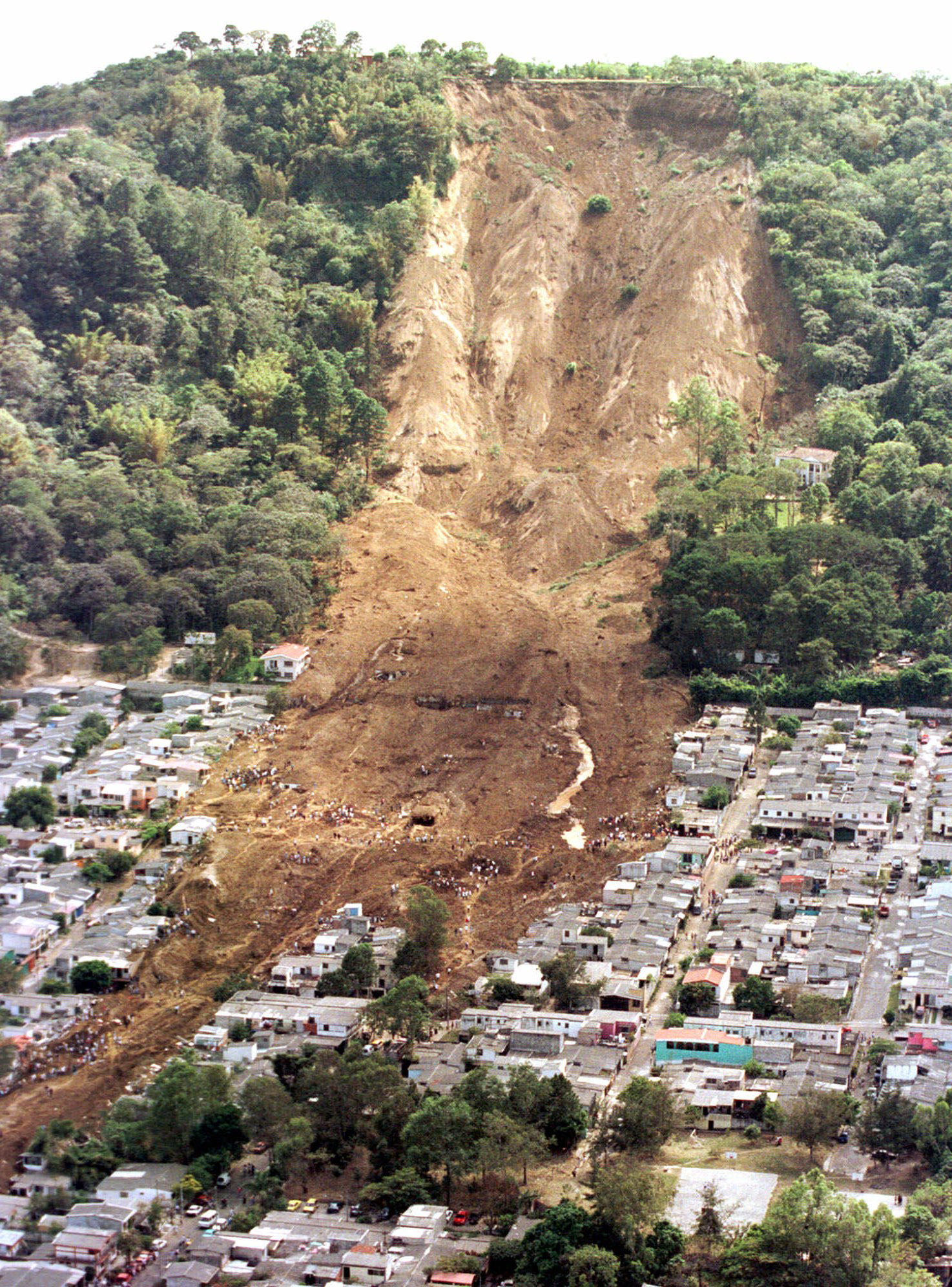
زمین‌لرزه ۲۰۰۱ السالوادور

زمین‌لرزه السالوادور  در تاریخ ۱۳ ژانویه ۲۰۰۱ میلادی، برابر با ‎۲۴ دی ۱۳۷۹، ساعت ۱۷:۳۳:۳۲ به زمان یوتی‌سی در السالوادور رخ داد. ژرفای این زلزله ۳۸ کیلومتر بود، و بزرگی آن ۷٫۷ در مقیاس Mw اعلام شده‌است. زمین‌لرزه به وقت محلی در روز شنبه، ساعت ۱۱ روی داده و منطقه زمانی آن یوتی‌سی -۶ بوده‌است .
سازمان زمین‌شناسی آمریکا نیز رومرکز این زمین‌لرزه را در مختصات ۱۳°۰۲′۵۶″شمالی ۸۸°۳۹′۳۶″غربی / ۱۳٫۰۴۹°شمالی ۸۸٫۶۶°غربی و ژرفای آن را در ۶۰ کیلومتر گزارش کرده‌است. بزرگی برگزیدهٔ این سازمان از میان بزرگی‌های محاسبه‌شدهٔ مختلف ۷٫۷ در مقیاس Mw بوده و از دید اثر، در میان چهار دسته‌بندی «نامحسوس»، «محسوس»، «زیان‌آور» یا «با تلفات»، زلزله را «با تلفات» اعلام کرده‌است.۱۰۸۲۲۶ ساختمان در زمین‌لرزه خراب شده و بیش از ۱۵۰۰۰۰ ساختمان آسیب دیده‌است.رانش زمین در آن به وجود آمده‌است.
پروژهٔ «تنسور گشتاور مرکزوار» زاویه‌های (راستا، شیب، ریک) گسل سازندهٔ زمین‌لرزه و صفحه عمود بر آن را (°۱۲۱، °۳۵، °۹۵-) یا (°۳۰۷، °۵۶، °۸۶-) و نوع گسل را «عادی» فرارسانده‌است.
شمار کشتگان زلزله حدود ۹۴۴ نفر بوده‌است.تعداد زخمیان ۴۷۲۳ نفر برآورده شده‌است.